# Liste des musées de Lisbonne
Pour un article plus général, voir Liste de musées au Portugal.
Voici une liste des différents musées de Lisbonne au Portugal :
- Cinémathèque portugaise
- Musée d'art populaire
- Musée Aquarium Vasco de Gama
- Musée national d'archéologie
- Musée national d'art ancien
- Musée Calouste-Gulbenkian
- Musée national de l'Azulejo
- Musée du Chiado
- Musée du costume et de la mode
- Musée de la marine
- Musée de l'eau (pt)
- Musée de l'électricité
- Musée national d'ethnologie (pt)
- Musée géologique de Lisbonne (pt)
- Musée national d'histoire naturelle et de la science (pt)
- Museu da Música, musée de la musique
- Musée des sciences de l'université de Lisbonne (pt)
- Musée national du sport (pt)
- Musée national du théâtre (pt), à Lumiar
- Musée du théâtre romain (pt)
- Musée de Lisbonne - Torreão Poente